# Mexikó himnusza

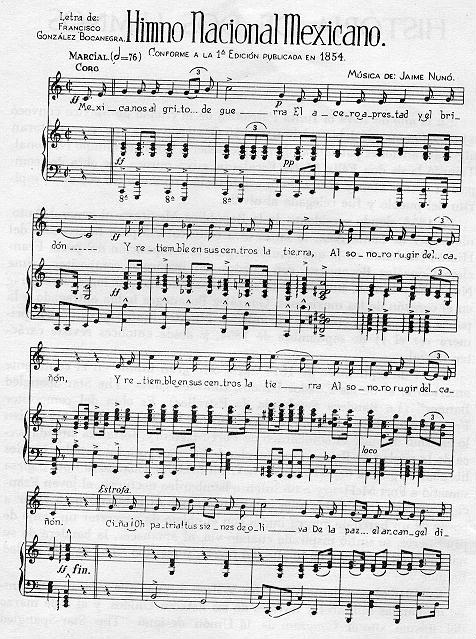
A mexikói himnusz

A Mexikói nemzeti himnusz (Himno Nacional Mexicano) Antonio López de Santa Anna tábornok felhívására született. Szükségét érezte, hogy egy igazi hazafias dal legyen az ország nemzeti himnusza. Felhívását 1853. november 12-én egy irodalmi újságban tette közzé. A kiírt irodalmi pályázatot a San Luis Potosí állambeli Francisco Bocanegra költő, a zenei pályázatot Jaime Nunó Roca katalán zeneszerző nyerte el. A himnusz próbákon először Santiago de Querétaróban hangzott el, első hivatalos előadására 1854. szeptember 15-én a Mexikói Nemzeti Színházban került sor.

## A spanyol szöveg
(Az eredeti szöveg tíz versszakból áll; a mai hivatalos teljes változatban csak az I., V., VI. és X., a rövidített hivatalos változatban pedig csak az I. és a X. versszakot éneklik.)
| Coro Mexicanos al grito de guerra el acero aprestad y el bridón. Y retiemble en sus centros la tierra, al sonoro rugir del cañón. ¡Y retiemble en sus centros la tierra, al sonoro rugir del cañón!                                                                                                 |
| Estrofa I Ciña ¡oh Patria! tus sienes de oliva de la paz el arcángel divino, que en el cielo tu eterno destino por el dedo de Dios se escribió. Mas si osare un extraño enemigo profanar con su planta tu suelo, piensa ¡oh Patria querida! que el cielo un soldado en cada hijo te dio.            |
| Estrofa II En sangrientos combates los viste por tu amor palpitando sus senos, arrostrar la metralla serenos, y la muerte o la gloria buscar. Si el recuerdo de antiguas hazañas de tus hijos inflama la mente, los recuerdos del triunfo tu frente, volverán inmortales a ornar.                   |
| Estrofa III Como al golpe del rayo la encina, se derrumba hasta el hondo torrente, la discordia vencida, impotente, a los pies del arcángel cayó. Ya no más, de tus hijos la sangre, se derrame en contienda de hermanos; sólo encuentre el acero en sus manos quien tu nombre sagrado insultó.     |
| Estrofa IV Del guerrero inmortal de Zempoala te defiende la espada terrible, y sostiene su brazo invencible, tu sagrado pendón tricolor. Él será del feliz mexicano en la paz y en la guerra el caudillo. porque él supo sus armas de brillo circundar en los campos de honor.                      |
| Estrofa V Guerra, guerra sin tregua al que intente de la Patria manchar los blasones, Guerra, guerra, los patrios pendones en las olas de sangre empapad. Guerra, guerra. En el monte, en el valle, los cañones horrísonos truenen, y los ecos sonoros resuenen con las voces de ¡Unión! ¡Libertad! |
| Estrofa VI Antes, Patria, que inermes tus hijos, bajo el yugo su cuello dobleguen, tus campiñas con sangre se rieguen, sobre sangre se estampe su pie. Y tus templos, palacios y torres se derrumben con hórrido estruendo, y sus ruinas existan diciendo: De mil héroes la Patria aquí fue.        |
| Estrofa VII Si a la lid contra hueste enemiga, nos convoca la trompa guerrera, de Iturbide la sacra bandera, mexicanos, valientes seguid. Y a los fieles bridones les sirvan las vencidas enseñas de alfombra; los laureles del triunfo den sombra a la frente del Bravo Adalid.                    |
| Estrofa VIII Vuelva altivo a los patrios hogares, el guerrero a cantar su victoria, ostentando las palmas de gloria que supiera en la lid conquistar. Tornaránse sus lauros sangrientos en guirnaldas de mirtos y rosas, que el amor de las hijas y esposas, también sabe a los bravos premiar.     |
| Estrofa IX Y el que al golpe de ardiente metralla, de la Patria en las aras sucumba, obtendrá en recompensa una tumba donde brille, de gloria, la luz. Y, de Iguala, la enseña querida a su espada sangrienta enlazada, de laurel inmortal coronada, formará de su fosa una cruz.                   |
| Estrofa X ¡Patria, Patria! tus hijos te juran exhalar en tus aras su aliento, si el clarín, con su bélico acento, los convoca a lidiar con valor. ¡Para ti las guirnaldas de oliva! ¡Un recuerdo para ellos de gloria! ¡Un laurel para ti de victoria! ¡Un sepulcro para ellos de honor!            |

## A refrén és két versszak magyar szövege
Refrén
Mexikóiak, a csatakiáltásra 

A kardot tartsátok, és a zablát;

S rengjen a közepén a föld 

Az ágyúk dörgése alatt. 

S rengjen a közepén a föld 

Az ágyúk dörgése alatt.
I.
Homlokod békével legyen övezve, ó haza

A béke arkangyalának koszorújával,

Mert a menny lesz örök sorsod, 

Mely az Úr ujjával írattatott.

De ha egy idegen ellenség 

Talpával megszentségteleníti földed, 

Gondolj arra, oh, szeretett haza, hogy

Az ég minden fiában egy katonát adott.
V.
Harcra, harcra szüntelen az ellen, 

Ki meggyalázza a haza dicsőségét! 

Harcra, harcra! Zászlóinkat 

a hazafiak vérével itassátok át! 

Harcra, harcra! Hegyen és völgyön 

a szörnyű ágyúk dörögjenek 

és hangjuk nemesen visszhangozza 

A kiáltást: Egység! Szabadság!